# Philorus californicus
Philorus californicus är en tvåvingeart som beskrevs av Charles L. Hogue 1966. Philorus californicus ingår i släktet Philorus och familjen Blephariceridae. Inga underarter finns listade i Catalogue of Life.